# 三宝街道 (晴隆县)
三宝街道是中华人民共和国贵州省黔西南布依族苗族自治州晴隆县下辖的一个街道办事处。2021年3月11日，撤销三宝彝族乡。三宝彝族乡撤销后，其原所辖行政区域划归三宝街道管辖。

## 行政区划
三宝街道下辖以下村级行政区划单位：
新露社区、新箐社区、新塘社区、新宝社区、新坪社区、新荷社区。